# Charles-Marie de Quelen
Charles-Marie de Quelen (* 1703 in Hanvec; † 21. April 1777 in Le Faou) war ein französischer Prälat.

## Leben
Charles-Marie de Quelen stammte aus einer alten bretonischen Familie und wurde als Sohn des Chevalier Urbain de Quelen-Kerohant und seiner Ehefrau Louise Thomé de Keridec auf dem Familiengut Kerohan(t) geboren.
Er schlug die kirchliche Laufbahn ein, wurde Bakkalaureus der Theologie und Lizentiat des Kirchenrechts. 1733 wurde er Pfarrer von Saint-Michel d’Ingouville, der Kathedralkirche Notre Dame und der Kirche Saint-François in Le Havre. Im Februar 1754 erhielt er die Abtei La Rivour in der Champagne als Präbende. Vom Herzog von Nevers als Bischof von Bethlehem präsentiert, wurde er im Mai 1754 vom König bestätigt und am 16. September in Rom vom Papst präkonisiert. Die Bischofsweihe erhielt er am 19. Januar 1755 in der Kapelle des Priesterseminars St. Sulpice in Paris durch Bischof Bertrand du Guesclin von Cahors. Weiheassistenten waren die Bischöfe Gaspard-Alexis de Plan des Augiers von Die und François de Prunières de Saint-Jean von Grasse.
Bischof Quelen setzte im Mai 1796 in Clamecy einen Generalvikar und Erzdiakon ein und bestellte einen Notar als seinen Sekretär in kirchlichen Angelegenheiten. Außerdem weihte er zwei Diakone. Mit diesem Akt ließ er schon von seinen Vorgängern erhobene Jurisdiktionsansprüche wiederaufleben, was zu Rechtsstreitigkeiten mit dem Bischof von Auxerre (Jean-Baptiste de Cicé) führte, auf dessen Gebiet das trotz seiner Exemption als Titularbistum geltende Bistum Betlehem-Clamecy lag.
Hyacinthe-Louis de Quélen (1778–1839), 1821 bis 1839 Erzbischof von Paris, war sein Großneffe.